# ایرینو کالیستو کوتو
ایرینو کالیستو کوتو (به پرتغالی: Irineu Calixto Couto) مدافع اهل برزیل است که در شهر سائوپائولو و در تاریخ ۲۷ مارس ۱۹۸۳ به دنیا آمده‌است.
ایرینو کالیستو کوتو در تیم‌های فوتبال کروزیرو سابقهٔ حضور دارد.